# Asfáltovaya Gorá
Asfátovaya Gorá (del ruso: Асфа́льтовая Гора́) es un posiólok del raión de Apsheronsk del krai de Krasnodar, en Rusia. Está situado en las vertientes septentrionales del Cáucaso Occidental, en la orilla izquierda del río Tuja, afluente por la izquierda del Psheja, afluente del Bélaya, de la cuenca del Kubán, 23 km al oeste de Apsheronsk y 73 km al sureste de Krasnodar, la capital del krai. Tenía 365 habitantes en 2010.
Pertenece al municipio Kabardínskoye.